# Edades de las Lámparas
En el legendarium creado por el escritor británico J. R. R. Tolkien, las Edades de las Lámparas o Edades de los Valar son una época de la historia de la Tierra Media, que abarca 33.530 años solares (3500 años valianos).
Las Edades de las Lámparas son el primer período medible de Arda. Comienzan cuando los Valar acaban sus trabajos en ella, después de la Primera Guerra con Melkor, al que derrotaron gracias a la intervención de Tulkas "el Fuerte".
En el principio de esta época, el vala Aulë crea las dos inmensas Lámparas de los Valar: Iluin y Ormal, cerca de los extremos norte y sur de la Tierra Media, respectivamente —en ese entonces Arda era plana, no esférica—. Luego, Yavanna da forma a sus criaturas, los olvar —vegetales— y los kelvar —animales—. Los Valar y los Maiar se asientan por aquella época en las regiones centrales de la Tierra Media, donde levantan su primera vivienda permanente en Arda: Almaren. Comienza entonces lo que se denomina «la Primavera de Arda», época en la que el mundo era joven y hermoso, lleno de vida, inclusive en la Tierra Media.
Entonces, los Valar se alegraron, e hicieron una gran fiesta, en la cual Tulkas se desposó con la valië Nessa. Fue en ese momento en que Melkor, gracias a los espías que aún tenía entre los Valar, vio su momento de venganza, y llamando consigo a todos sus fieles servidores, cavó y edificó una gran fortaleza —Utumno— al nordeste de la Tierra Media, a la sombra de las Montañas de Hierro que él mismo levantó. Desde ahí la oscuridad empezó a crecer, arruinando la Primavera de Arda; pero los Valar, en su fiesta y con la luz de las lámparas, no se percataron del peligro hasta demasiado tarde, cuando Melkor derribó las dos lámparas, con lo cual Almaren quedó destruida y tuvieron que retirarse para siempre de la Tierra Media.
Desde entonces, los Valar se fueron a habitar al continente de Aman, que fortificaron levantando las Montañas Pelóri. Con la creación de los Dos Árboles, comienzan las Edades de los Árboles o Edades de las Estrellas.
| Predecesor: Creación de Arda | Historia de Arda 1 EL - 3500 EL | Sucesor: Edades de los Árboles |

- Datos: Q6556424